# Emiliano Sosa
Emiliano Sosa (* 17. ledna 1978 Buenos Aires) je bývalý argentinský zápasník – judista.

## Sportovní kariéra
V argentinské mužské reprezentaci se pohyboval na přelomu dvacátého a dvacátéhoprvního století. V roce 1999 a 2000 zaskakoval za tehdejší reprezentační jedničku v superlehké váze do 60 Jorgeho Lencinu a vybojoval stupně vítězů na Panamerickém mistrovství. Po skončení sportovní kariéry se přesunul do Španělska, kde pracuje jako učitel tance nedaleko Barcelony v Tarrase.

## Výsledky
| Turnaj                  | 1999 | 2000 |
| Turnaj                  | 21   | 22   |
| Turnaj                  | -60  | -60  |
| ----------------------- | ---- | ---- |
| Olympijské hry          |      | —    |
| Mistrovství světa       | —    |      |
| Panamerické hry         | —    |      |
| Panamerické mistrovství | 1.   | 3.   |